# Monte Generoso
Monte Generoso är ett berg på gränsen mellan Schweiz (Ticino) och Italien (Lombardiet), 1 701 meter över havet.
Till toppen av berget går en bergbana från Capolago vid Luganosjön.